# ディープスタリアクラゲ属
ディープスタリアクラゲ属（Deepstaria）は、2種が含まれるミズクラゲ科の一つ。

## 概要
メキシコ湾などの深海900mに生息し、生態はまだあまりわかっていない。外観はビニール袋のような形である。

## 種
2種含まれる。
- ディープスタリアクラゲ（Deepstaria enigmatica）
- ディープスタリア・レティキュルム（Deepstaria reticulum）